# Desnasalização
Desnasalização é um metaplasmo por permuta que consiste na troca de um fonema nasal para oral.
Exemplos de desnazalição histórica na língua portuguesa:
- luna > lũa > lua
- una > ũa > uma
- avena > avẽa > avêa > aveia
- balena > balẽa > balêa > baleia
- consonante > consõante > consoante